# Върховна рада
Върховната рада на Украйна (на украински: Верховна Рада України; буквално – Върховният съвет на Украйна) е еднокамарният парламент на Украйна, състоящ се от 450 народни депутати, избирани за срок от пет години въз основа на всеобщо, равно и пряко избирателно право при тайно гласуване.
Върховната рада на Украйна е единственият орган, упълномощен да приема закони.
Правомощията му се осъществяват чрез съвместната дейност на народните депутати на Украйна на заседания на Върховната рада на Украйна по време на нейните сесии.
Правомощията на народните депутати на Украйна се определят от Конституцията и законите на страната. Народните депутати на Украйна могат доброволно да се обединяват във фракции.
Върховната рада формира правителството на страната – Кабинета на министрите – и упражнява контрол върху дейността му.

## Име
Рада в превод от украински език означава съвет (на украински: радитися – „съвещавам се, съветвам се“).

## Състав и процедура за образуване
Върховната рада се състои от 450 депутати, избирани за петгодишен мандат въз основа на всеобщо, пряко и равно избирателно право при тайно гласуване. За да бъде упълномощена Върховната рада, трябва да бъдат избрани поне две трети от конституционния ѝ състав (т.е. 300 народни депутати). Всеки гражданин на Украйна, който е на поне 21 години, има право на глас, който е живял в Украйна през последните 5 години и няма криминално досие, може да бъде избран за представител. Народните депутати упражняват своите правомощия на постоянна основа и не могат да имат друг представителен мандат, да са на държавна служба или да заемат други платени длъжности или да извършват предприемачески дейности (изключението е преподаване, научна и творческа работа).
Редовни парламентарни избори се провеждат в съответствие с Конституцията в последната неделя на октомври на петата година от мандата на парламента.

### Извънредни избори
Извънредни парламентарни избори могат да бъдат обявени от президента на Украйна при предсрочно прекратяване на правомощията на парламента в следните случаи:
- ако в рамките на един месец във Върховната рада на Украйна не е създадена коалиция от парламентарни фракции;
- ако в рамките на шестдесет дни след оставката на кабинета на министрите на Украйна не е сформиран личният му състав;
- ако в рамките на тридесет дни от една редовна сесия пленарните сесии не могат да започнат.

Възможността за разпускане на парламента в гореспоменатите случаи е право на президента, но не и задължение. Преди да вземе решение за разпускането, държавният глава е длъжен да се консултира с председателя на парламента и неговите заместници, както и с лидерите на парламентарните фракции.

### Клетва на народен депутат
Преди встъпването си в длъжност, народните депутати се заклеват пред Върховната рада и украинския народ със следната клетва (отказът на депутат да се закълне води до отнемане на мандата).
| „ | „Заклевам се във вярност към Украйна. Задължавам се със всички свои действия да защитавам суверенитета и независимостта на Украйна, да работя за благото на Отечеството и благосъстоянието на украинския народ. Заклевам се да спазвам Конституцията на Украйна и законите на Украйна, изпълнявайки своите задължения в интерес на всички съотечественици.“ | “ |

Оригинален текст на украински:
| „ | Присягаю на вірність Україні. Зобов'язуюсь усіма своїми діями боронити суверенітет і незалежність України, дбати про благо Вітчизни і добробут Українського народу. Присягаю додержуватися Конституції України та законів України, виконувати свої обов'язки в інтересах усіх співвітчизників. | “ |

## Конституционни правомощия
Правомощията на Върховната рада са значително разширени след конституционната реформа от 2004 г. Съответните изменения в основния закон на страната са отменени от Конституционния съд на Украйна през 2010 г., но са признати от Върховната рада за валидни отново през февруари 2014 г. През 2016 г. Конституцията е изменена по отношение на съдебната система.
Според Конституцията на Украйна Върховната рада е единственият законодателен орган в държавата. Основните му задачи са приемането на закони, както и формирането и контролът върху дейността на изпълнителната власт в лицето на Кабинета на министрите на Украйна.
Юрисдикцията на Върховната рада включва:
- изменение на Конституцията на Украйна по начина, установен от самата Конституция;
- приемане на закони;
- одобряване на държавния бюджет и изменения в него, както и контрол върху изпълнението му;
- определяне на основите на вътрешната и външната политика на държавата;
- назначаване на референдум по въпроса за промяна на територията на Украйна;
- одобряване на национални програми за икономическо, научно-техническо, социално, национално и културно развитие и опазване на околната среда;
- назначаване и освобождаване на ръководителя и другите членове на Счетоводната камара на Украйна, както и на комисаря по правата на човека на Върховната рада на Украйна;
- назначаване и освобождаване на половината от членовете на Съвета на Националната банка на Украйна, както и половината от членовете на Националния съвет на Украйна за телевизия и радиопредаване (другата половина на тези два органа се назначава и освобождава от президента на Украйна);
- назначаване и освобождаване на една трета от състава на Конституционния съд на Украйна;
- приемане, по предложение на президента, на решение за обявяване на състояние на война или сключване на мир, а в случай на въоръжена агресия срещу Украйна – решение за използване на въоръжените сили на Украйна и други военни формирования, формирани в съответствие със законите на Украйна;
- одобряване на общата структура, числеността и определяне на функциите на Службата за сигурност на Украйна, Министерството на вътрешните работи, Въоръжените сили на Украйна и други въоръжени формирования;
- установяване на държавни символи на Украйна;
- назначаване на редовни и предсрочни избори за органи на местното самоуправление;
- вземане на решение за допускане на чужди въоръжени части на територията на Украйна.

### Отношения с президента на Украйна
- законите, приети от Върховната рада, след като бъдат подписани от председателя на парламента, се изпращат за подпис на президента на Украйна, който има право на вето върху тях (с изключение на законите за изменение на Конституцията на Украйна). Ако държавният глава откаже да подпише закон, приет от Върховната рада, и го върне в рамките на 15 дни от датата на получаване за преразглеждане, парламентът може или да се съгласи с мотивираните предложения на президента, или да преодолее ветото, като приеме отново закона в същата версия с мнозинство от поне две трети от конституционния състав. В случай на преодоляване на ветото, президентът е бъде задължен да подпише и официално да обнародва такъв закон в рамките на 10 дни. Измененията в конституцията от 2004 г. предвиждат допълнителен защитен механизъм – ако президентът откаже да подпише закона, дори ако парламентът е преодолял президентското вето, той да публикуван с подписа на председателя на парламента, заобикаляйки държавния глава и да влезе в сила;
- държавният глава има право да внася самостоятелно законопроекти в парламента (правото на законодателна инициатива), както и правото да определя законопроектите като спешни (такива законопроекти трябва да бъдат разглеждани от Върховната рада на Украйна извън установения ред);
- по препоръка на държавния глава, Върховната рада назначава и освобождава от длъжност: министър-председателя на Украйна (съответната препоръка се внася от президента по предложение на коалиция от парламентарни фракции), министъра на външните работи, министърът на отбраната, председателят на Националната банка на Украйна, членове на Централната избирателна комисия, председателят на Службата за сигурност на Украйна;
- Върховната рада дава съгласието си на държавния глава за назначаването и освобождаването на генералния прокурор на Украйна. Парламентът може по собствена инициатива да изрази недоверие към генералния прокурор, което води до оставката му;
- прерогатив на Върховната рада е назначаването на президентски избори в Украйна, правомощията на държавния глава от своя страна включват обявяването на редовни и предсрочни избори за Върховна рада, както и предсрочното прекратяване на правомощията на парламента (разпускане) в случаите, предвидени от Конституцията;
- държавният глава има право да поиска свикване на извънредно заседание на Върховната рада;
- Върховната рада изслушва годишните и извънредни изложения на президента на Украйна относно вътрешното и външното положение на Украйна;
- встъпването в длъжност (инаугурацията) на новоизбрания президент на Украйна се извършва на тържествено заседание на Върховната рада;
- Върховната рада има право да отстрани президента на Украйна от длъжност чрез специална процедура на импийчмънт;[~ 1]
- някои президентски укази изискват одобрение от парламента – по-специално: укази за въвеждане на военно или извънредно положение, за обща или частична мобилизация, както и за обявяването на отделни местности за зони на извънредна екологична ситуация.

### Отношения с кабинета на министрите на Украйна
Според действащата версия на Конституцията на Украйна, Върховната рада играе ключова роля в процеса на формиране на правителството на Украйна. В компетенцията на парламента е да назначи министър-председател. Това назначение се извършва официално по предложение на президента, но държавният глава, когато представя това предложение, е длъжен да приеме кандидатурата, предложена от коалиция на парламентарните фракции, която включва мнозинството от депутатите на Върховната рада. Президентът не може да отхвърли кандидат от коалицията по политически причини, а само ако са нарушени условията за номиниране на кандидата, установени от Конституцията на Украйна и законодателството, или предложеният кандидат не отговаря на изискванията за член на правителството, установени от закона.
- В допълнение към длъжността на министър-председателя, Върховната рада назначава и освобождава всички останали членове на правителството (министрите на отбраната и външните работи – по предложение на президента, други членове на кабинета на министрите – по предложение на министър-председателя), по препоръка на министър-председателя – също така председател на Антимонополния комитет на Украйна, председател на Националния съвет на Украйна за телевизия и радиопредаване, председател на Фонда за държавна собственост. Върховната рада може също да уволни всички посочени длъжностни лица по своя собствена инициатива без предложение на президента или министър-председателя;
- Върховната рада взема решение за утвърждаване на програма за дейността на правителството на Украйна, а също така наблюдава тази дейност;
- приемането от парламента на вот на недоверие към правителството води до оставката му.

### По отношение на Автономна република Крим
Според Конституцията на Украйна правомощията на парламента на Украйна включват:
- утвърждаване от Закона на Украйна на Конституцията на Автономна република Крим;
- предсрочно прекратяване на правомощията на Върховната рада на Автономната република Крим и назначаването на предсрочни избори при наличие на становище на Конституционния съд относно нарушаването на Конституцията или законодателството на Украйна.

## Работни процедури
Върховната рада работи в сесии. Решенията на Върховната рада като колегиален орган се вземат изключително на нейните пленарни сесии чрез гласуване. Депутатите на Върховната рада са задължени да участват лично в гласуването и нямат право да делегират своя глас на никого.

### Парламентарно ръководство
Върховната рада избира измежду своите членове председателя (ръководителя) на Върховната рада, както и двама от неговите заместници (по традиция първият заместник обикновено представлява парламентарното мнозинство, а вторият заместник – опозицията). Председателят на Върховната рада провежда заседанията и организира работата ѝ, подписва актове, приети от парламента, а също така представлява парламента в отношенията с други органи на властта и чужди държави. В случаите, установени от Конституцията на Украйна, председателят на Върховната рада временно упражнява правомощията на президент на Украйна.

### Система „Рада“
За работата на народните депутати се използва информационно-аналитичната система „Рада“, която се състои от поименна електронна система за гласуване.
Институтът по проблеми на математическите машини и системи на Националната академия на науките на Украйна (ИПММС НАНУ) разработва и внедрява през годините няколко поколения автоматизирани системи за информационна подкрепа за законодателната дейност на народните депутати (Рада-1, Рада-2, Рада-3).
Системата „Рада-1“ за първи път започва да работи на 15 май 1990 г. в парламента на Украинска ССР. Работата на Рада-2 започва през есента на 1993 г., когато депутатите започват да използват микрофони, вградени в конзолите на работните си места. „Рада-3“ започва работа на 3 септември 2002 г. и на депутатските конзоли се появяват екрани.
Системата „Рада-3“, освен всичко друго, изпълнява функции за подпомагане на гласуването, съпровод на речите на депутата, предоставяне на информационни услуги на неговото работно място и контрол на функционирането.
Системата приема гласуването само след стартиране на таймера. Тогава депутатът може да натиска всякакви бутони („за“, „против“, „въздържал се“), но като решение се записва само последният натиснат бутон.
По време на гласуването системата включва 10-секунден таймер и отброяването е придружено от низходяща последователност от десет звука: F5 (698,46 Hz), E ♭ 5 (622,25 Hz), D5 (587,33 Hz), C5 (523,25 Hz), B ♭ 4 (466,16 Hz), A ♭ 4 (415,30 Hz), G4 (392,00 Hz), F4 (349,23 Hz), E ♭ 4 (311,13 Hz), G6 (1567,98 Hz). Тези сигнали остават непроменени в продължение на много години и са добре известни на украинците.
На 2 март 2021 г. Върховната рада започва да използва в пленарната зала сензорен бутон, който чете пръстов отпечатък.

## История
Предшественик на Върховната рада е Върховният съвет на Украинска ССР, чиято 1-ва сесия се състои през 1938 г.
Върховният съвет на Украинската ССР от дванадесетото свикване на 16 юли 1990 г. приема Декларацията за държавен суверенитет на Украйна, а на 24 август 1991 г. – Акта за държавна независимост, обявяващ създаването на независима държава Украйна. Първите свиквания на новата рада продължават номерацията от тези на Върховния съвет на Украинската ССР, но през 2001 г. редът на номериране е променен и събранието от 1990 – 1994 г. е обявено за първо.
На 8 декември 2004 г. Върховната рада, при четвъртото си свикване, изменя Конституцията на Украйна, прехвърляйки част от президентските правомощия към парламента.
На 2 февруари 2011 г. Върховната рада, при шестото си събиране, изменя Конституцията на Украйна, удължавайки нейния мандат до 5 години.
| Избори      | Събрание        | Начало              | Край                | Коалиции | Коалиционни правителства                            |
| ----------- | --------------- | ------------------- | ------------------- | --- | --------------------------------------------------- |
| 1990 година | Първо събрание  | 15 май 1990 г.      | 22 април 1994 г.    | |                                                     |
| 1994 година | Второ           | 11 май 1994 г.      | 12 май 1998 г.      | |                                                     |
| 1998 година | Трето           | 12 май 1998 г.      | 14 май 2002 г.      | |                                                     |
| 2002 година | Четвърто        | 14 май 2002 г.      | 25 май 2006 г.      | „Силата на народа“ (2005 – 2006)                                                                                           | Правителство на Тимошенко Правителство на Йехануров |
| 2006 година | Пето            | 25 май 2006 г.      | 6 ноември 2007 г.   | „Антикризисна коалиция“ (2006 – 2007)                                                                                      | Правителство на Янукович                            |
| 2007 година | Шесто           | 6 ноември 2007 г.   | 12 декември 2012 г. | Оранжева коалиция (2007 – 2008) „Национално развитие, стабилност и ред“ (2008 – 2010) „Стабилност и реформи“ (2010 – 2012) | Правителство на Тимошенко Правителство на Азаров    |
| 2012 г.     | Седмо събрание  | 12 декември 2012 г. | 25 август 2014      | „Стабилност и реформи“ (2012 – 2014) „Европейски избор“ (2014)                                                             | Правителство на Азаров Правителство на Яценюк       |
| 2014 г.     | Осмо събрание   | 27 ноември 2014 г.  | 20 май 2019 г.      | „Европейска Украйна“ (2014 – 2016) Демократична коалиция (2016 – 2018)                                                     | Правителство на Яценюк Правителство на Гройсман     |
| От 2019 г.  | Девето събрание | 29 август 2019 г.   |                     | Слуга на народа (от 2019 г.)                                                                                               |                                                     |

### Парламентарни избори
През 1998 и 2002 г. в Украйна функционира смесена система на парламентарни избори, според която 225 депутати се избират по избирателни райони и 225 – от партии на пропорционална основа.
През 1998 г. в изборите участват 49 партии и блока. 225 депутати са избрани в един многомандатен избирателен район от 8 списъка на политическите партии и блокове. 225 депутати са избрани в едномандатни избирателни райони.
През 2002 г. – 62 партии и блока. 225 депутати в многомандатен избирателен район от 6 списъка на политически партии и блокове. 225 депутати са избрани в едномандатни избирателни райони.
От 2006 г., според измененията в Конституцията (отменени през 2010 г. от Конституционния съд на Украйна), изборите на всички 450 депутати се провеждат само по партийни листи.
През 2006 г. в изборите участват 45 партии и блока. 5 партии и блока вземат участие в разпределението на мандатите.
Извънредни парламентарни избори в Украйна на 30 септември 2007 г. – 20 партии и блока. 5 партии и блока вземат участие в разпределението на мандатите.
През 2012 г. са избрани 225 депутати по пропорционалната система, 225 – в едномандатни избирателни райони. Пет партии получават правото да разпределят мандати в многомандатния избирателен район.
На 26 октомври 2014 г., на фона на остра политическа криза, в страната се провеждат предсрочни парламентарни избори, избрани са 225 депутати по пропорционалната система, а 225 – в едномандатни избирателни райони. Шест партии получават правото да разпределят мандати в многомандатния избирателен район.

### Председател на парламента
| Име                                | Дата на избора                          | Дата на освобождаване от длъжност | Събрание                                                                    | Партийна принадлежност, бележки                                                                |
| ---------------------------------- | --------------------------------------- | --------------------------------- | --------------------------------------------------------------------------- | ---------------------------------------------------------------------------------------------- |
| Владимир Антонович Ивашко          | 4 юни 1990 г.                           | 9 юли 1990 г.                     | Първо събрание (12-о)                                                       | КПСС. Подава оставка във връзка с избора си за заместник генерален секретар на ЦК на КПСС.     |
| Иван Степанович Плющ               | 9 юли 1990 г.                           | 23 юли 1990 г.                    | Първо (12-о)                                                                | КПСС. Работи като „изпълняващ длъжността председател“.                                         |
| Леонид Кравчук                     | 23 юли 1990 г.                          | 5 декември 1991 г.                | Първо (12-о)                                                                | КПСС (до август 1991 г.). Подава оставка във връзка с избирането му за президент.              |
| Иван Степанович Плюш               | 5 декември 1991 г.                      | 11 май 1994 г.                    | Първо (12-о)                                                                | Безпартиен                                                                                     |
| Александър Александрович Мороз     | 18 май 1994 г.                          | 12 май 1998 г.                    | Второ (13-о)                                                                | Социалистическа партия на Украйна                                                              |
| Александър Николаевич Ткаченко     | 7 юли 1998 г.                           | 21 януари 2000 г.                 | Трето (14-о)                                                                | Селска партия на Украйна Временно отстранен от длъжност за системни нарушения на разпоредбите. |
| Иван Степанович Плющ               | 1 февруари 2000 г.                      | 14 май 2002 г.                    | Трето (14-о)                                                                | Народно-демократична партия                                                                    |
| Владимир Михайлович Литвин         | 28 май 2002 г.                          | 26 април 2006 г.                  | Четвърто                                                                    | Народна партия                                                                                 |
| Александър Александрович Мороз     | 6 юли 2006 г.                           | 23 ноември 2007 г.                | Пето                                                                        | Социалистическа партия на Украйна                                                              |
| Арсений Яценюк                     | 4 декември 2007 г.                      | 12 ноември 2008 г.                | Шесто                                                                       | Безпартиен Подава оставка поради разпадането на коалицията.                                    |
| Александър Владимирович Лавринович | 12 ноември 2008 г. – 9 декември 2008 г. | Шесто                             | Партия на регионите Изпълняващ длъжността като първи заместник-председател. |                                                                                                |
| Владимир Михайлович Литвин         | 9 декември 2008 г.                      | 12 декември 2012 г.               | Шесто                                                                       | Народна партия 07/04/2012 – Подава оставка. Оставката не е приета.                             |
| Владимир Василиевич Рибак          | 13 декември 2012 г.                     | 22 февруари 2014 г.               | Седмо                                                                       | Партия на регионите Подава оставка                                                             |
| Олександър Валентинович Турчинов   | 22 февруари 2014 г.                     | 27 ноември 2014 г.                | Седмо                                                                       | ВО „Отечество“ (до 27 август 2014 г.) Народен фронт                                            |
| Володимир Борисович Гройсман       | 27 ноември 2014 г.                      | 14 април 2016 г.                  | Осмо                                                                        | Блок Петро Порошенко Подава оставка, след като е избран за министър-председател                |
| Андрий Парубий                     | 14 април 2016 г.                        | 29 август 2019 г.                 | Осмо                                                                        | Народен фронт                                                                                  |
| Дмитрий Александрович Разумков     | от 29 август 2019 г.                    | действащ                          | Осмо                                                                        | „Слуга на народа“                                                                              |

## Критика
Сред острите недостатъци в работата на Върховната рада, западните изследователи посочват високото ниво на корупция. Според тях Върховната рада на Украйна е станала известна с лобирането си за бизнес интересите на различни сили, които умишлено пречат на разработването на законодателство, което да спомага за изясняване на процедурите за икономическо управление.

## Сграда на парламента
Парламентът заседава в Дома на Върховната рада на Украйна, сграда в стил сталински неокласицизъм в Киев. Той е в непосредствена близост до Мариинския дворец – паметник на елисаветинския барок от XVIII век, който е церемониалната резиденция на президента на Украйна.